# اچ‌ام‌سی‌اس موردن (کی۱۷۰)
اچ‌ام‌سی‌اس موردن (کی۱۷۰) (به انگلیسی: HMCS Morden (K170)) یک کشتی بود که طول آن ۲۰۵ فوت (۶۲٫۴۸ متر) بود. این کشتی در سال ۱۹۴۱ ساخته شد.